# Parc national de Teluk Cenderawasih
Le parc national de Teluk Cenderawasih est le plus grand parc national marin de Nouvelle-Guinée, situé dans le golfe de Cenderawasih, au sud-est de la péninsule de Doberai, dans la partie indonésienne de la Nouvelle-Guinée occidentale.
Il comprend les îles de Mioswaar, Nusrowi, Roon, Rumberpon, Anggrameos et Yoop. Le parc protège un riche écosystème marin, avec plus de 150 espèces de coraux recensées, pour lesquelles il est considéré comme un site potentiel du patrimoine mondial. 

## Faune et flore
S’étendant sur 14 535 km2, le parc national comprend des écosystèmes côtiers et de mangroves (0,9 %), des récifs coralliens (5,5 %), des écosystèmes de forêts tropicales insulaires (3,8 %) et des eaux marines (89,8 %). Quelque 46 espèces de plantes ont été répertoriées sur les îles.
Plus de 200 espèces de poissons habitent le parc, parmi lesquelles des poissons-papillons, des demoiselles, des poissons-perroquets, des poissons-lapins, des poissons-clowns et des requins, y compris des requins-baleines,.  

Quatre espèces de tortues sont communes dans le parc : la tortue imbriquée, la tortue verte, la tortue olivâtre et la tortue luth. Les mammifères comprennent le dugong, la baleine bleue et les dauphins.

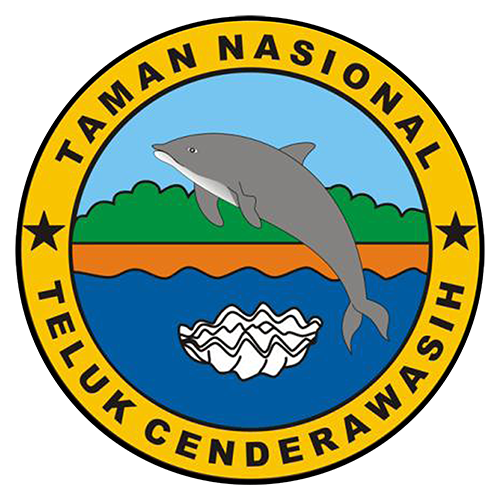
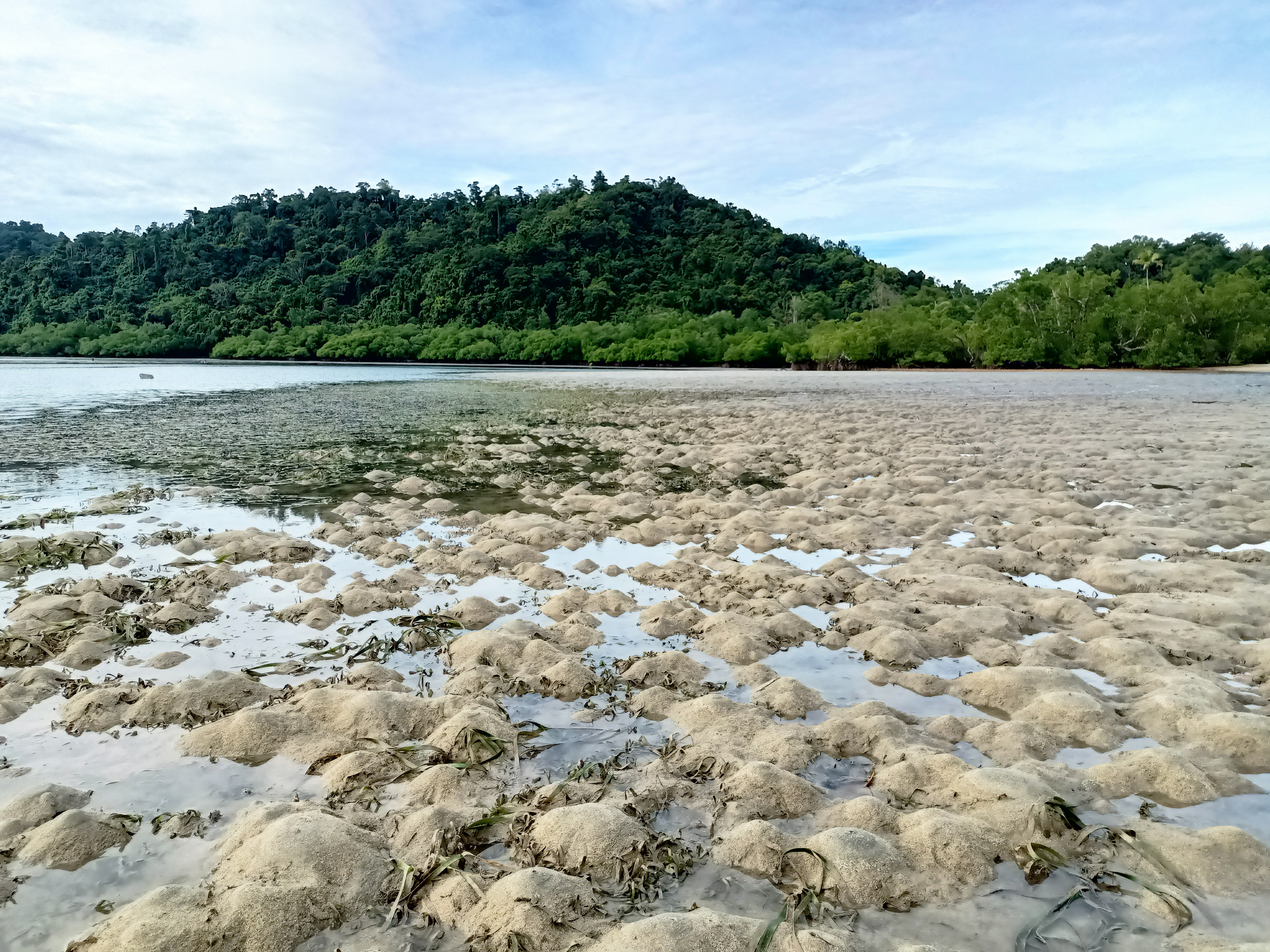
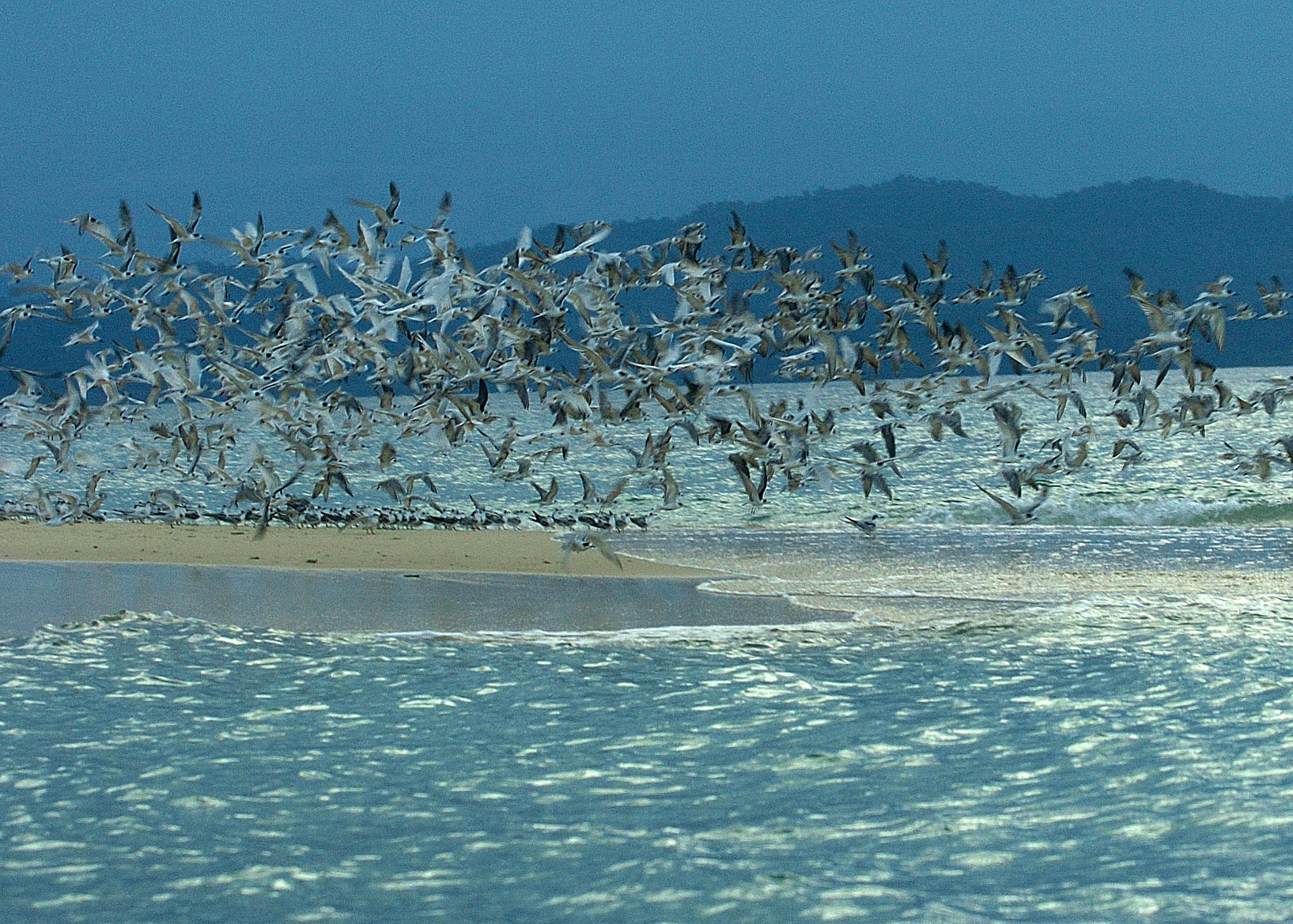
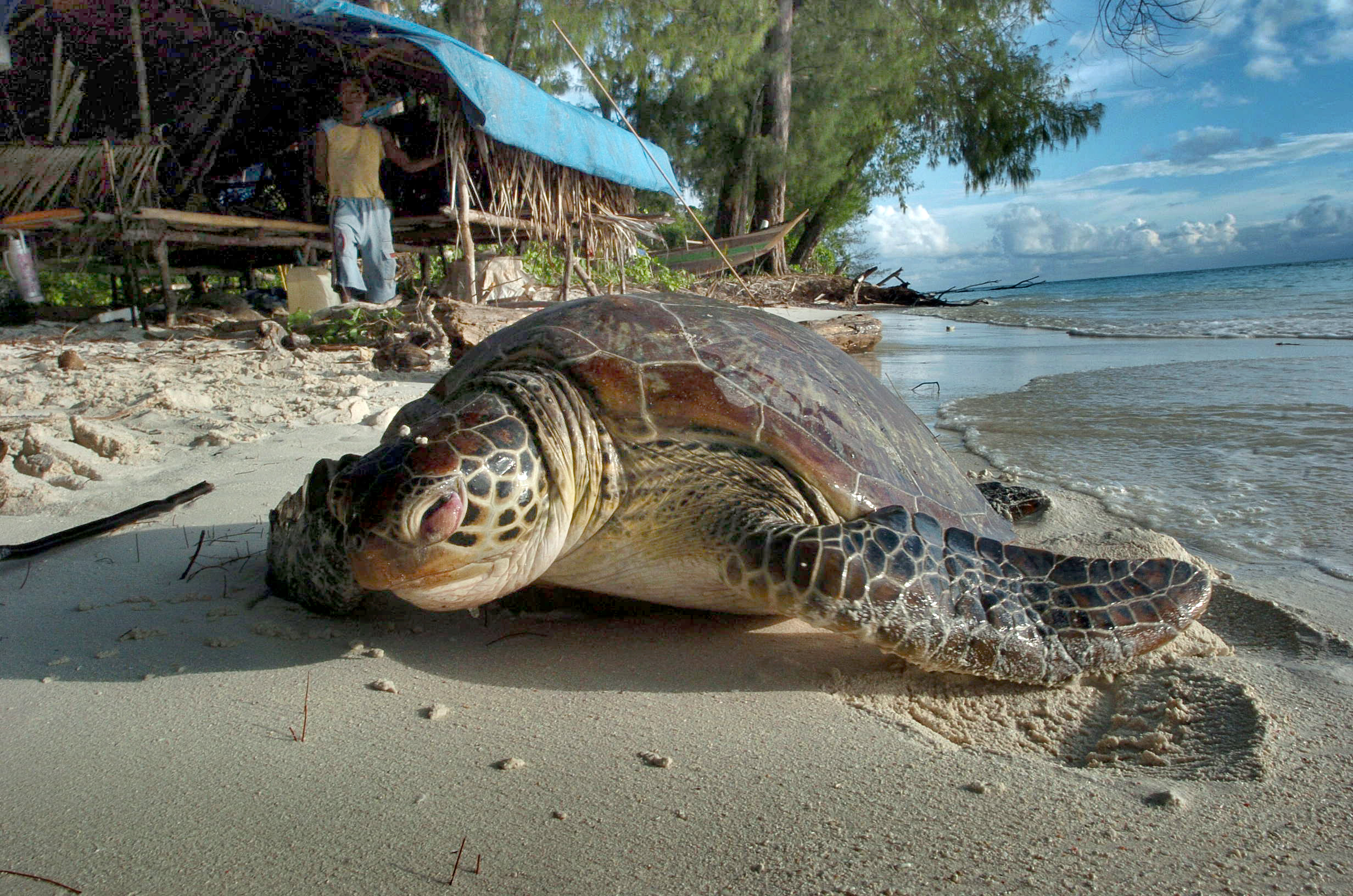
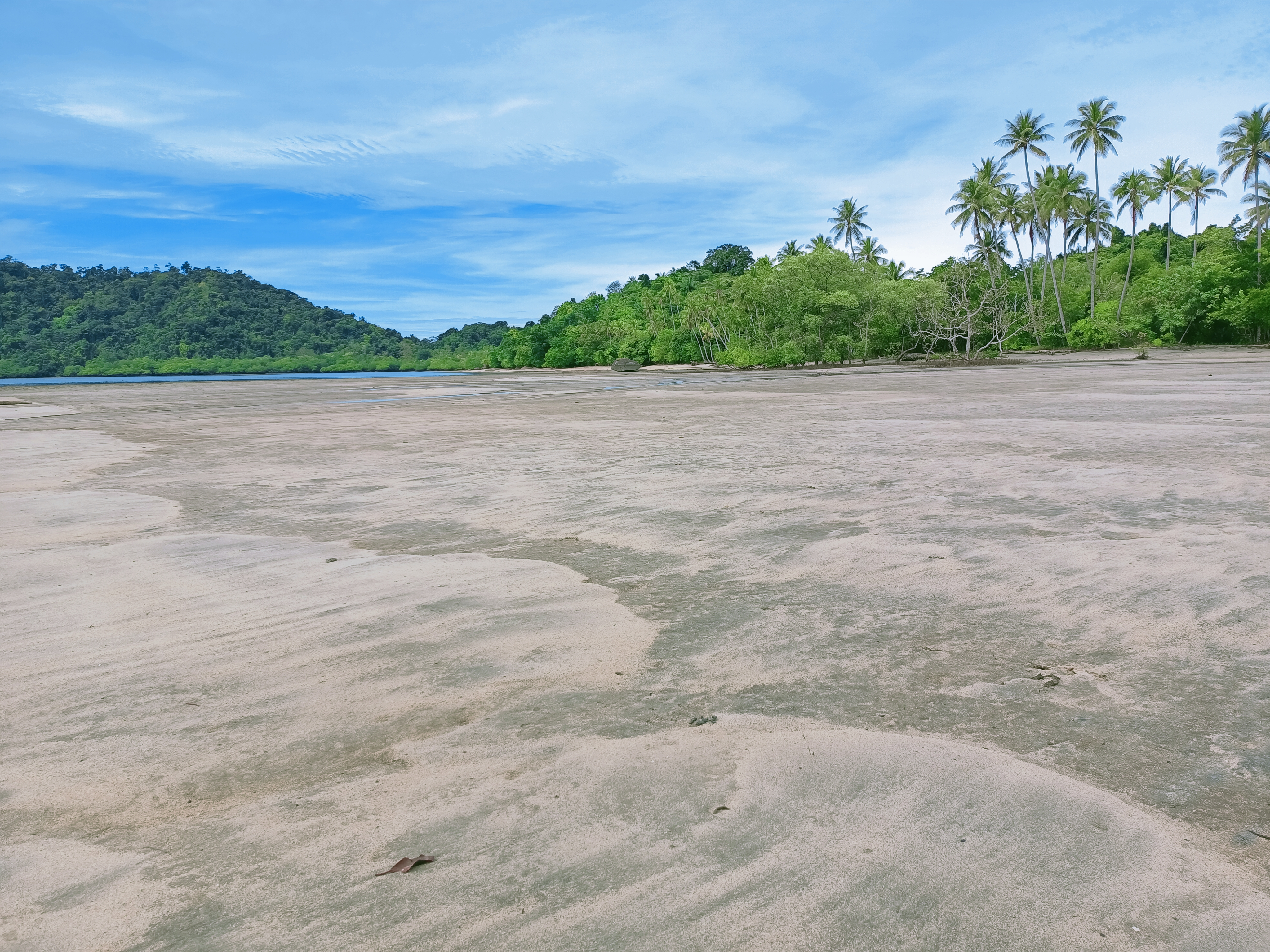